# Vrsno, Kobarid
Vrsno este o localitate din comuna Kobarid, Slovenia, cu o populație de 143 de locuitori.